# Crabronidae

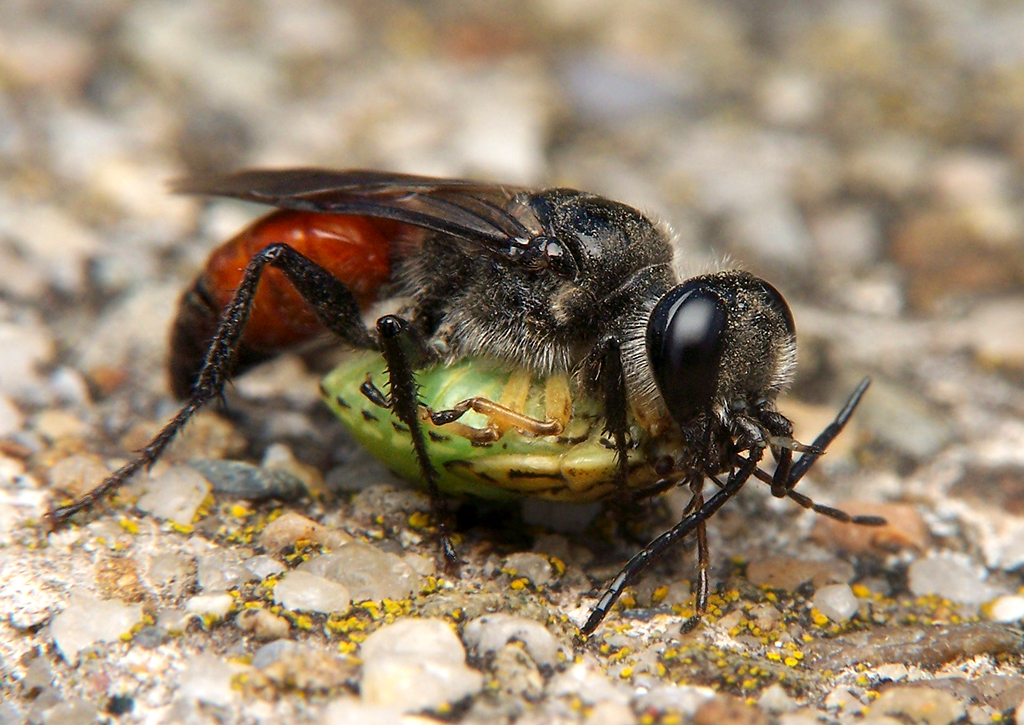
Astata boops

Crabronidae ist eine Familie der Grabwespen (Spheciformes). Sie umfasst 200 Gattungen in acht Unterfamilien mit über 8720 Arten. Sie ist in Europa mit 816 Arten und Unterarten vertreten. Die Familie wurde ursprünglich in Form einiger Unterfamilien den Sphecidae zugerechnet und aufgrund morphologischer Untersuchungen in den Familienrang erhoben. Eine neuere molekulargenetische Untersuchung legt jedoch sehr nahe, dass die Crabronidae nicht monophyletisch sind.

## Lebensweise
Die Weibchen versorgen ihre Larven mit Beutetieren, die in das Nest getragen werden. Je nach Art werden verschiedene Tiere, wie etwa Blattläuse, Bienen, Käfer, Wanzen, Schmetterlinge, Zikaden, Schaben, Lang- und Kurzfühlerschrecken, Fliegen, Gottesanbeterinnen oder Spinnen gejagt. Einige wenige Arten leben als Kleptoparasiten und versorgen ihre Brut mit der Beute anderer Wespen. Bei manchen Unterfamilien, insbesondere den Pemphredoninae und Philanthinae werden die Nester mitunter auch gemeinschaftlich angelegt.

## Systematik
Im Folgenden werden alle derzeit anerkannten Unterfamilien aufgelistet:
- Astatinae Lepeletier, 1845
- Bembicinae Latreille, 1802
- Crabroninae Latreille, 1802
- Dinetinae W. Fox, 1895
- Eremiaspheciinae Menke, 1967
- Mellininae Latreille, 1802
- Pemphredoninae Dahlbom, 1835
- Philanthinae Latreille, 1802